# Taaloorsprongsmythes

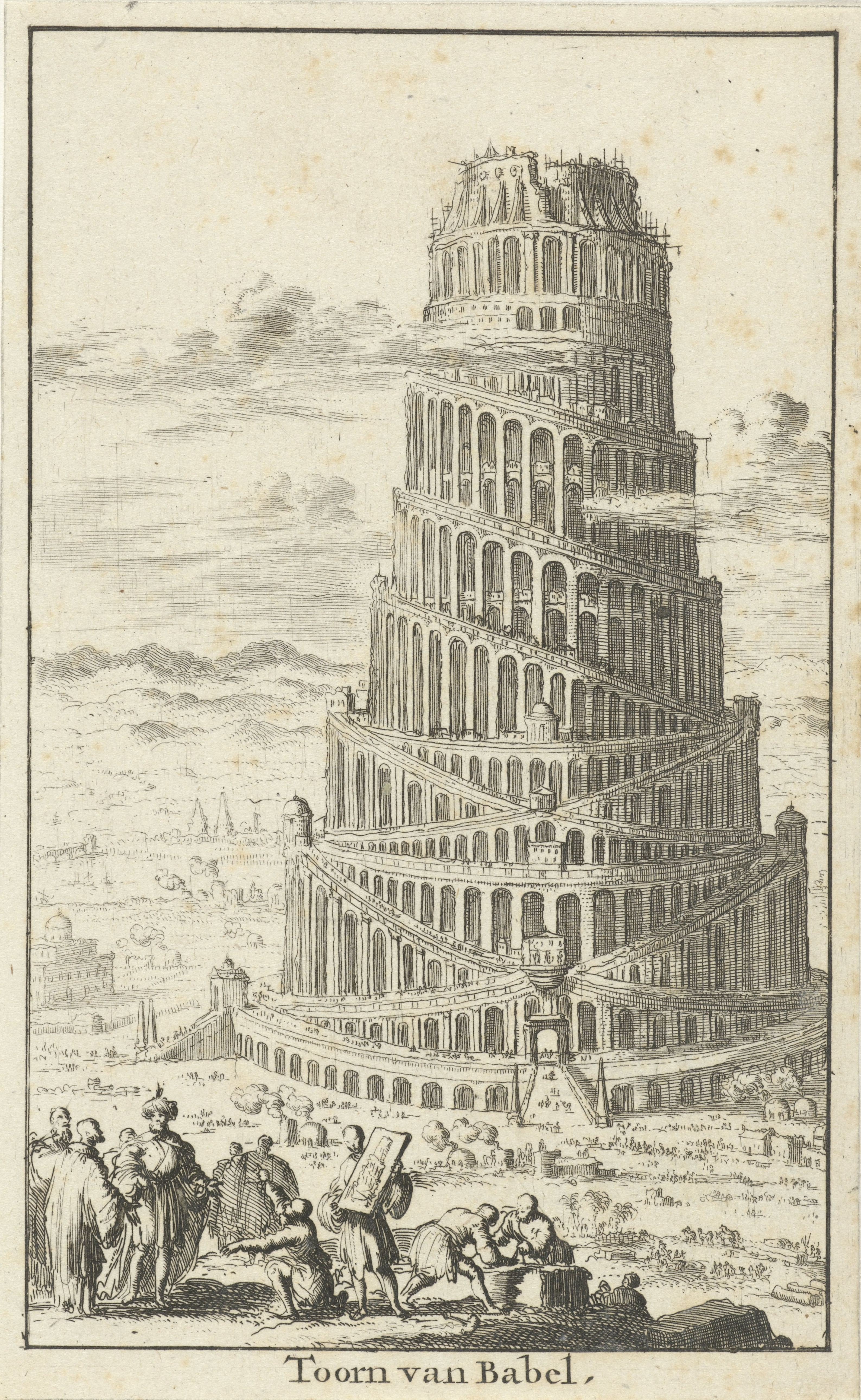
De Bijbelse toren van Babel op een prent van Jan Luyken.

Taaloorsprongsmythes zijn  mythologische verhalen die het ontstaan van taal en/of het bestaan van verschillende talen trachten te verklaren. Er bestaan veel mythes en verhalen die specifiek toegespitst zijn op het geven van die verklaring. In andere gevallen wordt het ontstaan van taal dan weer terloops beschreven in een andere mythe, vaak een scheppingsverhaal. Ondanks de grote verscheidenheid aan mythes, soms zelfs binnen één cultuur of volk, zijn er veel recurrente eigenschappen en motieven. Zo is taal in veel legendes een geschenk van een  godheid, hogere kracht of cultuurheld. In taalverspreidingsmythes vindt er dan weer vaak een ramp plaats, waarna mensen zich verspreiden over het land. Een ander vaak terugkerend element is de geografische verspreiding van de mens op het bevel van een godheid of goddelijk wezen.
Doordat ze vaak mondeling zijn overgedragen, bestaat er in vele gevallen ook meer dan één versie van een ontstaans- of taaloorsprongsmythe. In sommige culturen zijn er ook meerdere scheppingsverhalen in omloop, die dikwijls een andere invulling geven aan het ontstaan van taal. De documentatie van dit soort overleveringen kent ook enkele valkuilen. Zo gaan verschillende bronnen over een specifieke ontstaansmythe in vele gevallen terug op één secundaire bron, vaak een bundel van  volksverhalen samengesteld door een  antropoloog of een andere onderzoeker. Die bron kan gemakkelijk onvolledig zijn, doordat de toevallige verteller bijvoorbeeld een stuk van het verhaal niet vermeldt, of doordat de schrijver van de bron delen weglaat of inkort die voor zijn doeleinden niet relevant zijn. Op die manier is het moeilijk om harde conclusies te trekken over de aanwezigheid en vooral de afwezigheid van taal in algemene ontstaansmythes.

## Schematisch overzicht
|                       | Verklaring voor het bestaan van taal | Taal als bovenmenselijk gegeven | Taal als geschenk | - van schepper | - van ander opperwezen | Taal als gestolen vaardigheid | Verklaring voor het bestaan van verschillende talen | - per toewijzing door godheid | - door diaspora na goddelijk bevel | - door diaspora na ramp | Verklaring voor naamgeving van bepaalde zaken |
| --------------------- | ------------------------------------ | ------------------------------- | ----------------- | -------------- | ---------------------- | ----------------------------- | --------------------------------------------------- | ----------------------------- | ---------------------------------- | ----------------------- | --------------------------------------------- |
| Bijbel                |                                      |                                 |                   |                |                        |                               |                                                     |                               |                                    |                         |                                               |
| Sumer                 |                                      |                                 |                   |                |                        |                               |                                                     |                               |                                    |                         |                                               |
| Oude Grieken          |                                      |                                 |                   |                |                        |                               |                                                     |                               |                                    |                         |                                               |
| Miao                  |                                      |                                 |                   |                |                        |                               |                                                     |                               |                                    |                         |                                               |
| Yi                    |                                      |                                 |                   |                |                        |                               |                                                     |                               |                                    |                         |                                               |
| Dai                   |                                      |                                 |                   |                |                        |                               |                                                     |                               |                                    |                         |                                               |
| Andamanezen           |                                      |                                 |                   |                |                        |                               |                                                     |                               |                                    |                         |                                               |
| Raminjeri Aborigines  |                                      |                                 |                   |                |                        |                               |                                                     |                               |                                    |                         |                                               |
| Keraki                |                                      |                                 |                   |                |                        |                               |                                                     |                               |                                    |                         |                                               |
| Jicarilla Apache      |                                      |                                 |                   |                |                        |                               |                                                     |                               |                                    |                         |                                               |
| White Mountain Apache |                                      |                                 |                   |                |                        |                               |                                                     |                               |                                    |                         |                                               |
| Wappo                 |                                      |                                 |                   |                |                        |                               |                                                     |                               |                                    |                         |                                               |
| Yuchi-Creek           |                                      |                                 |                   |                |                        |                               |                                                     |                               |                                    |                         |                                               |
| Hopi                  |                                      |                                 |                   |                |                        |                               |                                                     |                               |                                    |                         |                                               |
| Inca's                |                                      |                                 |                   |                |                        |                               |                                                     |                               |                                    |                         |                                               |
| Fon                   |                                      |                                 |                   |                |                        |                               |                                                     |                               |                                    |                         |                                               |
| Yoruba                |                                      |                                 |                   |                |                        |                               |                                                     |                               |                                    |                         |                                               |
| Wa-Sania              |                                      |                                 |                   |                |                        |                               |                                                     |                               |                                    |                         |                                               |

## Europa en het Midden-Oosten

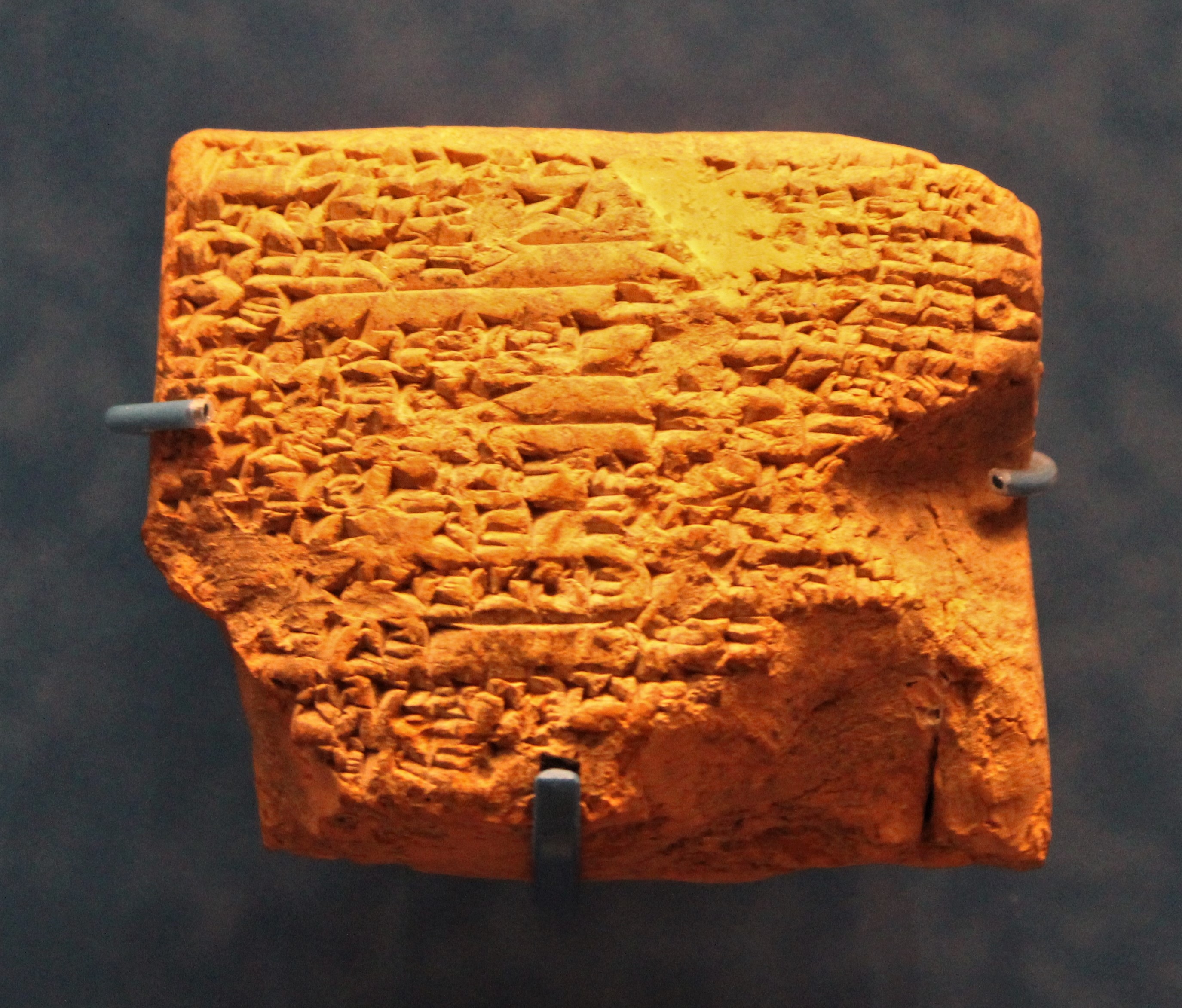
Een deel van het kleitablet waarop het Sumerische epos "Enmerkar en de heer van Aratta" in spijkerschrift gekerfd is.

### Bijbel
Het Bijbelverhaal van de toren van Babel, beschreven in  Genesis 11:1-9, heeft het over een spraakverwarring als straf van God. Na afloop van de zondvloed was er maar één taal over, die van Noach en de andere overlevenden. Zodat ze nooit van elkaar gescheiden zouden worden, besloten zij een toren te bouwen die tot in de hemel reikte. God zag dit en concludeerde dat de mensen, zolang zij eenzelfde taal spraken, tot alles in staat waren. Als gevolg daalde God neer en verstrooide hij de bouwers van de toren, waarna die allemaal andere talen spraken. Omdat ze elkaar niet meer verstonden, zetten ze de bouw van de toren stop.

### Sumer
Kleitabletten van ca. 2100 v.C. bevatten een Sumerisch epos dat het bestaan van de vele talen verklaart. Volgens het epos, genaamd "Enmerkar en de heer van Aratta", was koning Enmerkar plannen aan het maken voor de bouw van een immense ziggoerat. Om de constructie te vergemakkelijken sprak hij een incantatie uit, waarmee hij probeerde iedereen opnieuw één taal te laten spreken. Een andere vertaling van de tekst zegt dat de koning verlangde naar de situatie van weleer, toen iedereen één taal sprak, maar geen concrete actie ondernam. De eenheid van menselijke taal was volgens het epos verbroken door Enki, de Sumerische god van de wijsheid en de overvloed. Er wordt geopperd dat de ziggoerat waarover in dit verhaal gesproken wordt wellicht dezelfde toren is als die in het Bijbelverhaal van de toren van Babel.

### Oude Grieken
In de oud-Griekse mythologie was het  Hermes die de mens verschillende talen gaf. Hij zorgde er ook voor dat een heel aantal naamloze dingen een naam kregen en dat het  alfabet opgesteld werd. Hij zou de Grieken ook geleerd hebben hoe ze hun gedachten op een welgevormde manier konden overbrengen. Als god van de  welsprekendheid was hij dus verantwoordelijk voor zowel de schriftelijke als mondelinge taalvaardigheid van de Grieken.

## Azië

Een afbeelding van Nüwa, de Chinese moedergodin, door Xiao Yuncong.

### China
De Chinese volkeren kennen verschillende oorsprongsmythes, waarvan de ene de oorsprong van taal al wat anders behandelt dan de andere. In de ontstaansmythe van de Miao slaagt Jangx Vangb, een van de voorvaderen van de mens, erin om met een list het geheim van de menselijke spraak te ontfutselen van de dondergod. Ook in de mythologie van de Yi komt dit tafereel voor. In deze versie van het verhaal trouwt de enige overlever van de zondvloed met de dochter van de hemelgod. Nadat zij drie kinderen baart die niet kunnen spreken, proberen verschillende dieren het geheim van de spraak te stelen van de hemelgod. Uiteindelijk lukt het een van de vogels om het huis van de hemelgod binnen te dringen en vangt hij het geheim op uit een gesprek tussen de hemelgod en zijn vrouw. De vogel keert terug naar de vader van de kinderen en vertelt hem het geheim, waarna hij drie bamboestelen kookt tot die ontploffen en zijn kinderen met dat water besprenkelt. Elk van de drie kinderen kon vanaf dan een taal spreken: de ene het Tibetaans, de andere het Yi en de derde het Han. Op die manier verklaart deze mythe zowel de oorsprong van taal als het bestaan van verschillende talen.
De Dai hebben dan weer een mythe waarin de schepper het heilige koppel, Bu Sanggai en Ya Sanggai, naar de aarde stuurt om die tot leven te wekken. Nadat zij de mens uit klei hadden gemaakt en tot leven hadden gebracht, schonken ze hem het vermogen om te spreken en te denken. In dit verhaal is het dus niet de schepper zelf die taal schenkt, maar zijn afgezanten.
Een van de meest wijdverspreide Chinese mythes is die van de schepping door moedergodin Nüwa. In die mythe schept Nüwa de mens in haar evenbeeld, “waarmee ze kon praten en lachen”. De mens lijkt dus al te kunnen spreken vanaf zijn creatie, doordat Nüwa zelf beschikte over taal, en die eigenschap doorgaf aan haar schepsels.

### Andamanen
In de ontstaansmythe van de Andamanezen, de  inheemse volkeren op de Andamanen, schenkt Puluga de schepper het Aka-Bea als huwelijksgeschenk aan de eerste man en vrouw. Deze taal wordt beschouwd als de moeder van de andere  Andamanse dialecten. Die ontstonden toen Puluga de vele kinderen van het eerste koppel verspreidde over het eiland, waarna hij elke groep een dialect toewees. Nog meer dialecten ontstonden na afloop van een zondvloed, toen de afstammelingen van de overlevenden een soortgelijke diaspora ondergingen.

## Oceanië

### Raminjeri Aborigines
De  Aborigines van Encounter Bay in het zuidwesten van  Australië hebben een eerder lugubere taaloorsprongsmythe: 
Lang geleden was er een oude vrouw, genaamd Wuwurri. Zij wandelde steeds rond met een grote wandelstok, waarmee ze de vuren doofde waarrond mensen sliepen. Toen de vrouw uiteindelijk stierf, was iedereen daar blij om, en stuurden ze boodschappers in alle windrichtingen om het nieuws te verkondigen. Mensen kwamen samen bij het lijk van de vrouw, niet om te rouwen, maar om te vieren. De Raminjeri waren de eersten die van haar lichaam begonnen te eten; ze aten haar vlees, en konden onmiddellijk daarna verstaanbaar spreken. Andere stammen die oostwaarts leefden, kwamen later aan, en zij aten de inhoud van haar ingewanden, waarna ook zij konden spreken, al spraken ze een licht verschillende taal dan de Raminjeri. Ten slotte kwamen ook de noordelijke stammen aan en aten zij de ingewanden zelf. Ook zij leerden spreken, en ook zij spraken een andere taal, een die nog meer verschilde van die van de Raminjeri.

### Keraki
Volgens de ontstaansmythe van de  Keraki in Papoea-Nieuw-Guinea hoorde schepper Gainji het geluid van stemmen uit een palmboom komen. Vervolgens bevrijdde Gainji een voor een groepen mensen, die telkens een andere taal spraken. Volgens deze mythologie ontstond zo de taaldiversiteit. De schepper is in dit verhaal dus niet degene die taal schenkt, maar wel degene die diversiteit introduceerde in die taal, of op z’n minst een rol speelde in de indeling ervan.

## Noord-Amerika

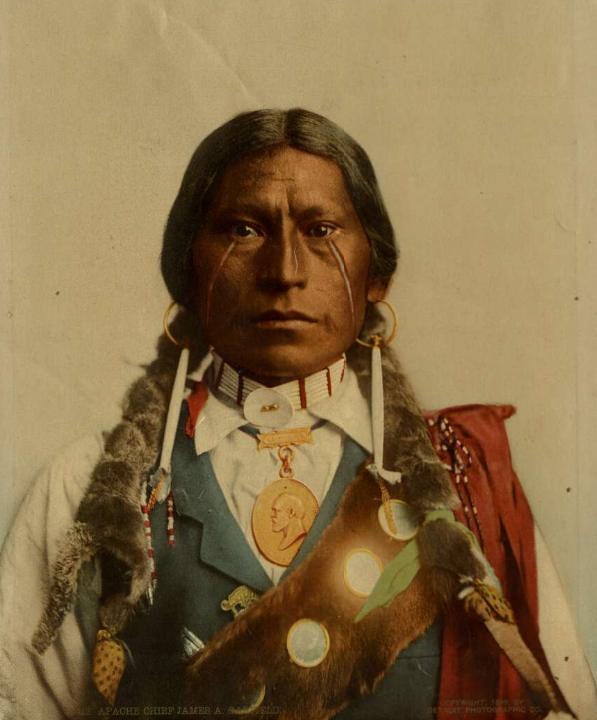
James Garfield Velarde, leider van de Jicarilla-stam.

### Apachen
Binnen de verschillende takken van de  Apachestam in het zuidwesten van de Verenigde Staten circuleren er verschillende ontstaansmythologieën, waarin taal vaak een andere rol krijgt.
De  Jicarilla hebben een ontstaansmythe waarin alle wezens vanaf het begin der tijd in de  onderwereld verblijven. In deze mythe praten de dagdieren met de nachtdieren over hun verlangen naar licht, en spreekt ook de zon de dagdieren toe. Alle wezens lijken dus te kunnen praten met elkaar vanaf hun ontstaan in de onderwereld. Na hun reis naar de oppervlakte trekken verschillende groepen verschillende kanten uit; de Jicarilla is de enige groep die bij het gat naar de onderwereld blijft wonen. In een variatie hierop stuurt een oppergod de Apache naar het westen. Kleine groepen scheurden af en vestigden zich op de weg, waarna de oppergod hen verschillende namen en talen gaf. In sommige versies bepaalt de oppergod dus welke talen de Apachestammen zullen spreken, en in andere is dit een natuurlijke evolutie waar schijnbaar weinig waarde aan gehecht wordt.
In een andere ontstaansmythe van de Jicarilla worden eerst de dieren geschapen door de schepper, Zwarte Hactcin. Zij kunnen praten, maar hoe ze dat leren wordt niet gespecificeerd. De dieren vroegen Zwarte Hactcin voor een "speciale metgezel", waarna hij de mens creëerde en hem deed spreken, lachen en roepen. De mens sprak na afloop hiervan dezelfde taal als de dieren. 
De ontstaansmythe van de  White Mountain Apache maakt dan weer geen vermelding van taal, spraak of schrift. De mythe is gefocust op de versteviging en vormgeving van de aarde, en lijkt de aanwezigheid van de mens te veronderstellen. Mogelijk wijst dit erop dat de White Mountain Apache minder bezig waren met taal en de oorsprong ervan.

### Wappo
De  Wappo in het noorden van de Amerikaanse staat Californië kennen een scheppingsmythe waarin twee verpersoonlijkte dieren, coyote en kip-havik, de wereld besluiten te bevolken na een vloedgolf. Nadat coyote de mens schept uit enkele veren, vraagt kip-havik hem wat er mis is met hen, waarom de mensen niet praten. Vervolgens gaat coyote naar de maan, die een zak met woorden voor hem vult. Coyote brengt de zak naar de broedplek van de mensen, waarna zij kunnen spreken. Hierna bezoekt coyote de maan nog enkele keren voor andere benodigdheden, zoals voedsel, wandelen en lachen. Het feit dat de vaardigheid van het spreken in deze beperkte reeks genoemd wordt, en zelfs als eerste nodig geacht wordt door kip-havik, wijst erop dat de Wappo taal als een belangrijk bestaansaspect zien.

### Yuchi-Creek
De  Yuchi gaven hun ontstaansmythologie door aan de  Creek, waar ze zowel historisch als geografisch sterk mee verbonden zijn. In hun meest gangbare mythe wordt taal voorgesteld als een vaardigheid waar zowel mensen als dieren automatisch over beschikten na hun creatie. Ze spraken ook allemaal eenzelfde taal. Een specifieke ingreep van een hogere kracht of godheid wordt niet vermeld.
Een andere mythe van de Creek schrijft het bestaan van taal wel toe aan een godheid, namelijk aan de schepper. De volkeren zouden volgens die schepper over taal beschikken, zolang ze hun plichten bleven vervullen en de taal niet gebruikten om kwaad te spreken.

### Hopi
De Hopi, die gevestigd zijn in Arizona in de Verenigde Staten, lijken de aard van taal hoog in te schatten. In een van hun mythes schept de spinnenvrouw, een mindere godin, de mens met al zijn attributen, maar kan enkel de ware god, Sotuknang, de vaardigheid van de spraak schenken:
"Zoals u mij bevolen heeft, heb ik de eerste mensen geschapen. Ze zijn volmaakt, ze hebben de juiste kleur, ze kunnen leven en bewegen. Maar ze kunnen niet spreken. Dat is het eigenste ding dat hen ontbreekt. Ik wil u dus vragen hen spraak te geven, en ook de wijsheid en kracht om zich voort te planten, opdat ze kunnen genieten van hun bestaan en hun schepper kunnen bedanken." En dus gaf Sotuknang hen de spraak: een verschillende taal voor elke kleur, met respect voor elkaars verschillen. Hij gaf hen ook de wijsheid en kracht om zich voort te planten.

## Zuid-Amerika

### Inca's
De ontstaansmythologie van de Inca's kent veel verschillende versies, wellicht een gevolg van het feit dat ze geen gebruik maakten van een talig schriftsysteem, maar  symbolische communicatie baseerden op een knopensysteem. In één versie van de ontstaansmythologie schenkt de “schepper van alle dingen”,  Pachayachachi, het leven aan de volkeren rond het Titicacameer na een alles verwoestende zondvloed. In een van de stappen van die schepping geeft de schepper elk volk de taal die dat volk hoort te spreken. Vervolgens stuurt hij zijn twee zonen vanuit Cuzco verschillende richtingen uit om de volkeren te leren welke vruchten, kruiden en bloemen eetbaar zijn en welke helende krachten hebben. Daarnaast hadden ze de missie om die planten en vruchten, maar ook rivieren en bomen namen te geven. De schepper zelf leerde de mensen dan weer de namen van vogels, dieren en andere wezens.
In een andere versie van het verhaal overleven drie mensen de zondvloed, waarna twee van hen de dienaars worden van de schepper. Ook zij worden verschillende richtingen uitgestuurd, deze keer om stammen te laten ontstaan op de plekken die de schepper benoemd heeft. Doordat ze van elkaar gescheiden worden, gaan ze anders spreken, en ontstaan er verschillende talen. In deze versie is taal dus geen geschenk van de schepper, maar stammen alle talen af van de taal van de overlevenden van de zondvloed. Enkel de verscheidenheid van menselijke talen is een gevolg van de wil van de schepper.

## Afrika

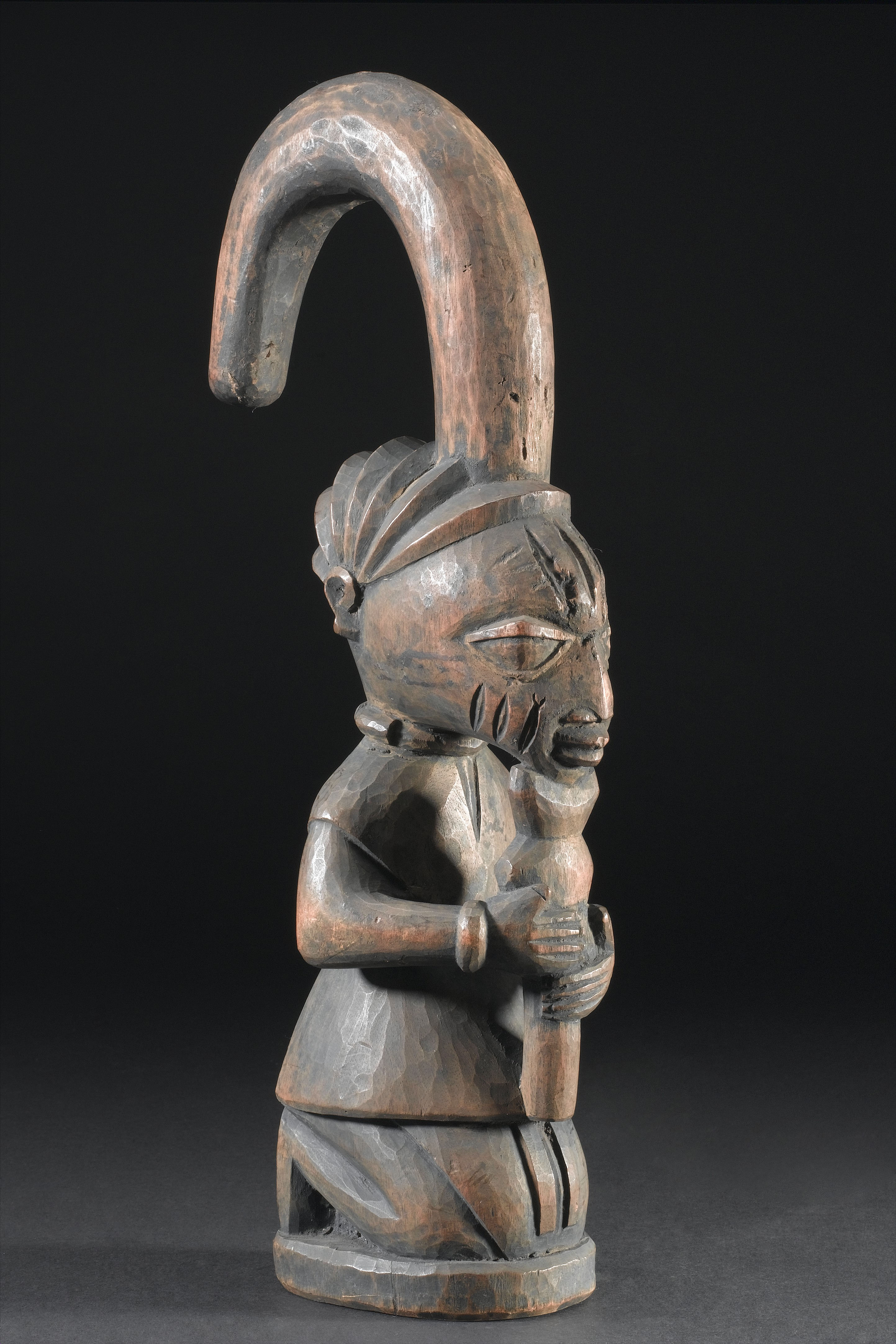
Een houten beeldje van Eshu, meester der taal.

### Fon
In de mythologie van de Fon uit Benin deelt oppergod Mawu-Lisa talen uit aan diens goddelijke kroost, waaronder de taal van de mens. Aangezien Mawu-Lisa zowel een vrouwelijke helft heeft, genaamd Mawu, als een mannelijke, genaamd Lisa, kan die op zichzelf kinderen baren. Mawu-Lisa geeft het leven aan negen entiteiten, die afhankelijk van hun toekomstige functie een andere taal krijgen en gedwongen worden de hemeltaal te vergeten. De taal die Djo, de verpersoonlijking van de lucht, krijgt, is wellicht de taal die uiteindelijk aan de mens doorgegeven wordt. Djo krijgt namelijk de "taal van de mens". Zoon en dochter Da Zodji en Nyohwè Ananu krijgen op hun beurt "de taal die op de aarde gebruikt zou worden"; het is dus ook mogelijk dat het die taal is die uiteindelijk aan de mens wordt doorgegeven. Legba, het favoriete kind van Mawu, maakt haar meester zowel over alle talen van zijn broers als over de hemeltaal. Legba functioneert als taalkundige van de goden en medium van Mawu-Lisa.

### Yoruba
In de ontstaansmythologie van de  Yoruba, een volk gevestigd in het zuidwesten van Nigeria en delen van Benin, staan orisha's centraal, bovennatuurlijke wezens met specifieke krachten, geleid door oppergod  Olorun. Een van die orisha's, Eshu, bezit de gave van de spraak en taal en staat bekend als de meester der talen. Om die reden treedt hij ook op als medium en taalkundige van Olorun. Of hij ook die taal aan de mens schonk is niet duidelijk. De treffende gelijkenissen tussen Eshu in de mythologie van de Yoruba en Legba in de mythologie van de Fon wijzen erop dat die figuren kunnen afstammen van eenzelfde gedaante.

### Wa-Sania
Volgens de mythologie van de  Wa-Sania, een volk gevestigd in Kenia langs de Sabaki-rivier, hadden alle stammen oorspronkelijk dezelfde taal, maar veranderde dat door een genadeloze hongersnood. Die zorgde ervoor dat iedereen gek werd, vreemde woorden begon uit te kramen en verschillende richtingen uit wandelde. Als gevolg spreken de stammen nu andere talen.